# Adolfo Baloncieri
Adolfo Baloncieri (Castelceriolo d'Alessandria, 21 de Julho de 1897 – Gênova, 23 de Julho de 1986) foi um futebolista italiano. 

## Carreira

### Como Jogador
Considerado um dos grandes futebolistas italianos do período pré-guerra, Baloncieri iniciou sua carreira no clube local da cidade de Alessandria, que leva o mesmo nome. Seu início no clube foi tardio, com 22 anos. Porém, apenas uma temporada depois de sua excelente estreia, onde marcou onze vezes em vinte partidas, recebia sua primeira convocação para a Seleção Italiana, para um amistoso contra os Países Baixos.
Cinco temporada após sua estreia na Alessandria, onde fez grande parceria com Carlo Carcano, se transferiu para o Torino. No clube, onde passaria sete temporadas, faria grande sucesso atuando ao lado de Julio Libonatti e Gino Rossetti, formando o trio que ficaria conhecido como trio delle meraviglie. Conquistaria apenas dois campeonatos italianos (sendo um retirado ainda), mas na edição conquista (oficial), a equipe marcou impressionantes 117 gols em 33 partidas.

### Seleção Italiana
Pela Squadra Azzurra, Baloncieri teria grande sucesso durante seus dez anos servindo a mesma, onde anotou 25 tentos em 47 partidas, sendo durante alguns anos o maior artilheiro, sendo superado por Giuseppe Meazza, além de capitão, tendo atuado em 28 partidas com a faixa. Seu primeiro torneio oficial foi os Jogos Olímpicos de 1920, onde atuou em três partidas e marcou uma vez na estreia. Estaria na edição seguinte, a de 1924, obtendo os mesmos números. Em sua terceira e última participação, em 1928, obteve um terceiro lugar, tendo marcando em todos os jogos que esteve em campo (cinco), marcando dois ainda na disputa pelo terceiro lugar, contra o Egito (11 a 3). Ainda também conquistaria a Coppa Internazionale.

### Como Treinador
Baloncieri também seguiu a carreira como treinador após se aposentar, tendo iniciado ainda no Torino, quando foi assistente em sua última temporada. Na temporada seguinte ao clube, exerceria a função de jogador-treinador durante uma temporada no Comense. Passaria as duas temporadas seguintes no Milan. Em seguida treinaria Novara, Liguria e Napoli, antes de retornar para sua Alessandria, onde permaneceria durante quatro temporadas. Retornaria ao Milan, treinando em três oportunidade o Chiasso (sendo a terceira como sua última como treinador), além de Sampdoria, Roma e Palermo.